# Élections législatives turkmènes de 2018
Les Élections législatives turkmènes de 2018 ont lieu le 25 mars 2018 afin de pourvoir les 125 sièges de l'Assemblée nationale du Turkménistan. 
Le pays n'a jamais connu d'élections libres, et seuls les candidats de trois partis dont le Parti démocratique au pouvoir et deux partis fantoches se présentent.

## Contexte
Le Turkménistan n'est généralement pas considéré comme une démocratie, et demeure de facto un État à parti unique. Freedom House rapporte en 2017 que l'État « continue de violer les droits de l'homme fondamentaux, d'emprisonner les militants d'opposition » et de pratiquer une politique de népotisme ; l'organisation lui attribue un score de 6,96, sur une échelle allant de 1 (démocratie) à 7 (dictature). Freedom House classe le pays sixième dans l'ordre des pires violateurs des droits civils et politiques (derrière la Syrie, l'Érythrée, la Corée du Nord, l'Ouzbékistan et le Soudan du Sud). 
Reporters sans frontières classe le Turkménistan 178e sur 180 pour le respect de la liberté de la presse en 2017, devant seulement l'Érythrée et la Corée du Nord. L'organisation note que « l’ensemble des médias est contrôlé par l’État et les rares internautes n’ont accès qu’à une version ultra-censurée du Web. [...] [L]a répression contre les quelques journalistes indépendants travaillant clandestinement pour des médias basés à l’étranger ne cesse de s’intensifier. [...] [Certains] ont été arrêtés, torturés ou agressés. [...] [L]es autorités poursuivent leur campagne d’éradication des antennes paraboliques, privant la population de l’un des derniers accès à une information non contrôlée ».

## Système électoral
Le Turkménistan est doté d'un parlement monocaméral dont l'unique chambre, l'Assemblée nationale (ou Mejlis) est composée de 125 députés élus pour un mandat de cinq ans au scrutin uninominal majoritaire à un tour dans 125 circonscriptions électorales uninominales,,.  Une participation d'au moins 50 % des inscrits est requise pour que les élections soient reconnues valides.

## Forces en présences
En l'absence d'une véritable opposition autorisée à se présenter contre le gouvernement du président Gurbanguly Berdimuhamedow, seuls trois partis participent aux élections. Le Parti démocratique du Turkménistan, au pouvoir, avec 117 candidats, ainsi que deux partis fantoches affiliés au pouvoir, le Parti agraire et le Parti des industriels et des entrepreneurs, avec respectivement 28 et 23 candidats, auxquels s'ajoutent 116 indépendants, totalisant 284 candidats,,.
Ces élections sont considérées comme un tremplin pour le fils du président, Serdar Berdymoukhamedov, 36 ans, vers une position devant lui assurer de succéder un jour à son père. Candidat du parti démocratique dans une circonscription en périphérie de la capitale, son élection est attendue comme devant précéder son  investiture au poste de président du parlement. Soit, selon la constitution, celui amené à remplacer le président de la république en cas d'incapacité de ce dernier, augurant une future succession dynastique.

## Résultats
La participation s'éleve à 91,69 %. Serdar Berdymoukhamedov l'emporte dans sa circonscription avec 99,4 % des voix.
Les résultats ont été rendus publics au journal officiel.
|                           |                                            |           |       |        |               |  |  |  |  |  |  |  |  |  |
| Partis                    | Partis                                     | Voix      | %     | Sièges | +/-           |  |  |  |  |  |  |  |  |  |
|                           | Parti démocratique                         |           |       | 55     | 8             |  |  |  |  |  |  |  |  |  |
|                           | Parti des industriels et des entrepreneurs |           |       | 11     | 3             |  |  |  |  |  |  |  |  |  |
|                           | Parti agraire                              |           |       | 11     | Nv.           |  |  |  |  |  |  |  |  |  |
|                           | Indépendants                               |           |       | 48     | 41            |  |  |  |  |  |  |  |  |  |
|                           |                                            |           |       |        |               |  |  |  |  |  |  |  |  |  |
| Votes valides             |                                            |           |       |        |               |  |  |  |  |  |  |  |  |  |
| Votes blancs et invalides |                                            |           |       |        |               |  |  |  |  |  |  |  |  |  |
| Total                     | Total                                      | 3 017 801 | 100   | 125    | en stagnation |  |  |  |  |  |  |  |  |  |
| Abstention                | Abstention                                 | 273 511   | 8,31  |        |               |  |  |  |  |  |  |  |  |  |
| Inscrits / participation  | Inscrits / participation                   | 3 291 312 | 91,69 |        |               |  |  |  |  |  |  |  |  |  |